# 坂上昭一
坂上 昭一（さかがみ しょういち、1927年1月4日 - 1996年11月4日）は、日本の生物学者。

## 人物・生涯
1927年に千葉県で生まれ、1948年、北海道帝国大学農学部農業生物学科卒業、1954年、北海道大学大学院理学研究科博士課程修了。
1954年、北大理学部講師。1955年、「ミツバチに於ける視覚学習の知覚心理学的研究」で北海道大学理学博士。1955年、助教授。1961年-1963年ブラジル、パラナ大学研究員、リオクラーロ大学客員教授。1971-72年ブラジル、リベラン・プレト大学客員教授。1976年、ブラジル科学アカデミー会員。1978年北海道大学低温科学研究所教授。
ハナバチ類の比較社会学的研究をし、その進化を論じた。1967年、日本動物学会賞、1992年、朝日賞を受賞。1990年に北海道大学を退官、名誉教授。以後も自宅で研究を続けたが、1996年に自宅で研究中、心筋梗塞で死去。ハチについて数多くの論文、著書を残す。

## 研究
ハチ・アリ類の社会進化
ハチ類の社会進化に関しては二つのルートが想定されている。
1. 母娘共存（subsocial route）：母親の寿命がのびることによる親子世代の共存が生じ、ついで娘が母親の巣にとどまり仕事を手伝うようになり、やがて母娘にカスト分化が生じる。
2. 同世代個体共存（semisocial route）：同世代の複数の個体による一つの巣内での共同育児が始まり、同世代個体間のカスト分化をへて世代間のカスト分化にいたる。

いずれの仮説にもそれを支持する観察事実と対立する観察事実がある。また、血縁淘汰理論は第一の仮説に有利である。当時は、母娘共存から真社会性が進化すること、およびこのルート経由のカスト分化に母親による娘への栄養供給のコントロールが関与していることは広く認められつつあった。そのような中で坂上が問題としたのは、同世代複数個体の共存から始まる社会性の進化がどの程度の役割を果たし、またそれは対等な個体による共同育児（quasisocialな状態）からスタートしたのか、という点であった。坂上らによるツヤハナバチの共存実験は、こうした問題に対する解答を求めての画期的な試みである。彼は、ハナバチの社会性の出現は多機構多起源的であり、subsocialルートもsemisocialルートもあったとするN. LinとC. D. Michenerの意見に与しており、さらにカストの分化には個体間の優劣関係による順位が重要な役割を果たしているだろうという考えを述べている。
独創的で世界的な研究
坂上の研究は当初から独創的であり、世界的であった。このことは、当時の昆虫社会学の最新の知見を網羅したハーバード大学のエドワード・O・ウィルソン(1971)著「The Insect Societies（昆虫の社会）」で、坂上の研究の引用回数は26カ所と、アリ学の泰斗で前記subsocial routeの提唱者であるウィリアム・モートン・ウィーラー（英: W. M. Wheeler）と著者であるウィルソンに次ぐ第3位の引用回数であり、坂上の長年にわたる研究上の師であり友人であったMichenerをわずかに上回っていたことからもうかがえる。

## 研究指導
北海道大学在職中およびブラジルの二つの大学滞在中に、多くの大学院生や学外の若手研究者を指導し、そのうちブラジル人ほかの外国人8名を含む34名には博士論文の指導も担当した。その中には、正富宏之（研究対象：鳥類）、川道武男（哺乳類）、Ronald Zucchi（ハナバチ）、山根爽一（アシナガバチ）、大谷剛（ミツバチ）、東正剛（アリ）、片倉晴雄（甲虫）、生方秀紀（トンボ）、戸田正憲（ショウジョウバエ）らも含まれる。

## 著作物

### 単著
- ミツバチのたどったみち 進化の比較社会学 思索社 1970

新装版 ミツバチのたどったみち 進化の比較社会学 新思索社 2005
- 私のブラジルとそのハチたち 思索社 1975
- ミツバチの世界 1983.8（岩波新書）
- ハチとフィールドと 思索社 1987.8
- ハチの家族と社会 カースト社会の母と娘 1992.10（中公新書）

### 共編著
- Natural history of social wasps and bees in equatorial Sumatra. eds.: Ryoh-ichi Ohgushi, David W. Roubik; Hokkaido University Press, 1990

### 共著
- The nest architecture of the sweat bees (Halictinae) : a comparative study of behavior.  Charles D. Michener,  University of Kansas Press , 1962
- 生態学研究法講座 22 動物社会研究法 中村登流, 杉山幸丸共著 共立出版 1977.8
- 動物-その適応戦略と社会 3 独居から不平等へ ツヤハナバチとその仲間の生活 前田泰生共著 東海大学出版会 1986.3

### 翻訳
- 社会生物学 第1-4巻 エドワード・O・ウィルソン 呉漉尽、粕谷英一、羽田節子共訳 思索社 1983-84

### 記念論集
- 昆虫社会の進化 ハチの比較社会学 坂上昭一退官記念論文集 井上民二, 山根爽一編 博品社 1993.3

### 評伝本
- 蜂の群れに人間を見た男 坂上昭一の世界 本田睨  著 ＮＨＫ出版 2001.12
- 坂上昭一の昆虫比較社会学 山根爽一, 松村　雄, 生方秀紀編 海游舎 2022.4